# Serhat-Semih Güler
Serhat-Semih Güler (* 12. Juli 1997 in Köln) ist ein deutscher Fußballspieler, der als Stürmer eingesetzt wird.

## Karriere

### Jugend und Karrierebeginn
Güler begann mit dem Fußballspielen beim KSV Heimersdorf, einem Stadtteilverein Kölns. Von dort wechselte er 2004 in das Nachwuchsleistungszentrum von Bayer 04 Leverkusen, wo er 2012/13 in der B-Junioren-Bundesliga spielte. Über weitere Jugendstationen bei Fortuna Düsseldorf und Fortuna Köln, mit denen er 2015/16 in der A-Junioren-Bundesliga spielte, wechselte er zur Saison 2016/17 in den Herrenbereich und debütierte in der fünftklassigen Oberliga Rheinland-Pfalz/Saar bei der SpVgg Burgbrohl. Mit dieser stieg er auf dem abgeschlagenen letzten Platz ab und kehrte zum SC Fortuna Köln zurück. Bei den Domstädtern wurde er zunächst in der zweiten Mannschaft eingesetzt und spielte in der Landesliga Mittelrhein. 2019 gelang ihm mit der Fortuna-Zweitvertretung der Aufstieg in die Mittelrheinliga.
2019/20 kam er erstmals in der Regionalliga West zum Einsatz, debütierte am 3. August 2019 bei der 0:4-Auswärtsniederlage gegen den SV Rödinghausen und bestritt bis Saisonende zwölf Ligaspiele für die Kölner. Für eine Halbserie wechselte er in der Saison 2020/21 in die Regionalliga Nordost zum ZFC Meuselwitz. Anschließend kehrte er in die Regionalliga West zurück und schloss sich dem Bonner SC an. Dort blieb er bis zum Ende der Spielzeit 2021/22, in der er mit den Bundesstädtern abstieg, und wechselte dann für ein Jahr zum Regionalligisten Wuppertaler SV. Mit diesem wurde Güler in der Saison 2022/23 Zweiter hinter Preußen Münster, wobei er als Torschützenkönig der Liga maßgeblichen Anteil am Erfolg der Wuppertaler hatte. Infolgedessen wurde der Zweitligist Hansa Rostock auf Güler aufmerksam und holte ihn zur Saison 2023/24 nach Rostock.

### Profifußball
Zu seinem Debüt in der 2. Bundesliga kam Güler am 5. August 2023 bei dem 2:1-Auswärtssieg des F.C. Hansa gegen die SV Elversberg, als er in der 85. Minute für Kevin Schumacher eingewechselt wurde. Am 13. August 2023 erzielte er im DFB-Pokalspiel beim FSV Frankfurt sein erstes Tor für die Hanseaten, blieb aber bei den folgenden Einsätzen torlos. Am 31. Januar 2024 gab Hansa den Wechsel Gülers zum TSV 1860 München in die 3. Liga bekannt. Im torlosen Remis bei Erzgebirge Aue lief er am 3. Februar 2024 erstmals für die Löwen auf und brachte es bis zum Saisonende auf sieben Einsätze. Am Ende der Spielzeit verließ er die Münchner wieder.
Zur Spielzeit 2024/25 kehrte Güler nach Köln zurück und schloss sich der Viktoria an, für die er bereits im ersten Spiel gegen Dynamo Dresden (1:2) traf und bis Saisonende 14 Tore erzielte, dabei insbesondere als Joker auf sich aufmerksam machte.
Im Sommer 2025 wurde sein erneuter Wechsel bekannt, sodass er in der Saison 2025/26 beim Zweitligisten SV Darmstadt 98 unter Vertrag steht.

## Erfolge
Mannschaft
- Aufstieg in die Mittelrheinliga: 2018/19 mit Fortuna Köln II
- Mittelrheinpokal-Sieger: 2025 mit Viktoria Köln

Persönlich
- Regionalliga West: Torschützenkönig 2022/23 (23 Tore)

## Sonstiges
Güler nennt Karim Benzema als sein Vorbild und ist Fan von Galatasaray Istanbul.
Die Familie von Güler lebt in Köln und stammt aus der türkisch-kurdischen Stadt Muş.